# Andreas Fuhrimann Gabrielle Hächler
Andreas Fuhrimann Gabrielle Hächler (AFGH) ist ein Schweizer Architekturbüro, das 1996 von Andreas Fuhrimann und Gabriele Hächler in Zürich gegründet wurde.

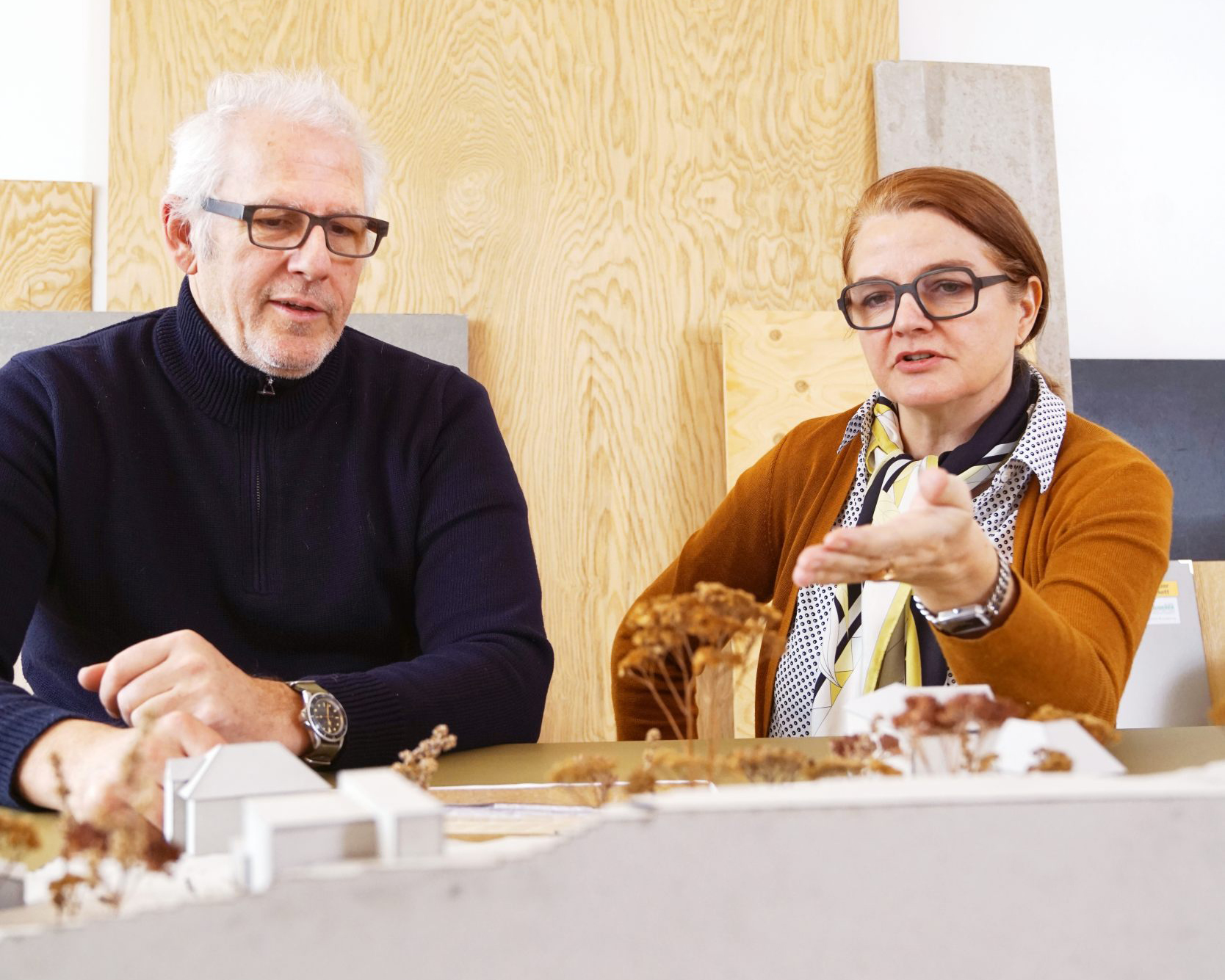
Andreas Fuhrimann und Gabrielle Hächler

## Werdegang der Architekten
Gabrielle Hächler (* 20. September 1958 in Lenzburg) ist die Tochter des Bildhauers Peter Hächler und wuchs in einem Haus von Pierre Zoelly auf. Sie studierte Kunstgeschichte an der Universität Zürich und Architektur an der ETH Zürich, wo sie 1988 bei Mario Campi diplomierte. Hächler lehrte vier Jahre lang als Assistentin am Lehrstuhl für Konstruktion und Entwurf an der ETH Zürich.
Andreas Fuhrimann (* 31. Januar 1956 in Zürich) ist der Sohn von Hans Ulrich Fuhrimann und Verena Fuhrimann-Weber (1926–2000). Seine Schwester ist Gabi Fuhrimann. Fuhrimann  studierte Physik und Architektur an der ETH Zürich, wo er 1985 bei Dolf Schnebli diplomierte. Anschliessend arbeitete er ein Jahr bei Ueli Marbach und Arthur Rüegg und im lehrte 1988 als Dozent an der Kunstgewerbeschule Zürich. Zwischen 1987 und 1995 arbeitete er mit Christian Karrer zusammen.
Seit 1995 arbeiten Fuhrimann und Hächler zusammen. Sie lehrten an der ETH Zürich (2009–2011), an der UdK Berlin (2011–2014) und an der Porto Academy (2017). 2018 waren sie Gastkuratoren bei OfHouses.

## Architektur
In ihrer Arbeit erstreben die Architekten das Erschaffen lebenswerter, den menschlichen Bedürfnissen entsprechender Architektur. Die Architektur ist geprägt durch einfache, visuell anspruchsvolle Baumaterialien, räumliche Komplexität und eine dezent skulpturale Bauweise, die deutliche Bezüge zu ihrer Umgebung aufweist. Rohe Materialien (wie z. B. Beton brut) sind von zentraler Bedeutung. Die Architekten suchen als Kommentar zur heutigen Fixierung auf Perfektion bewusst Nichtperfektion, Unreinheit und Mehrdeutigkeit. Bauherren von Andreas Fuhrimann Gabrielle Hächler sind Private aber auch die öffentliche Hand. Darunter sind Künstler (z. B. Pipilotti Rist, Ugo Rondinone, Barbara Müller und Stefan Gritsch), Sammler und Galeristen.

## Galerie

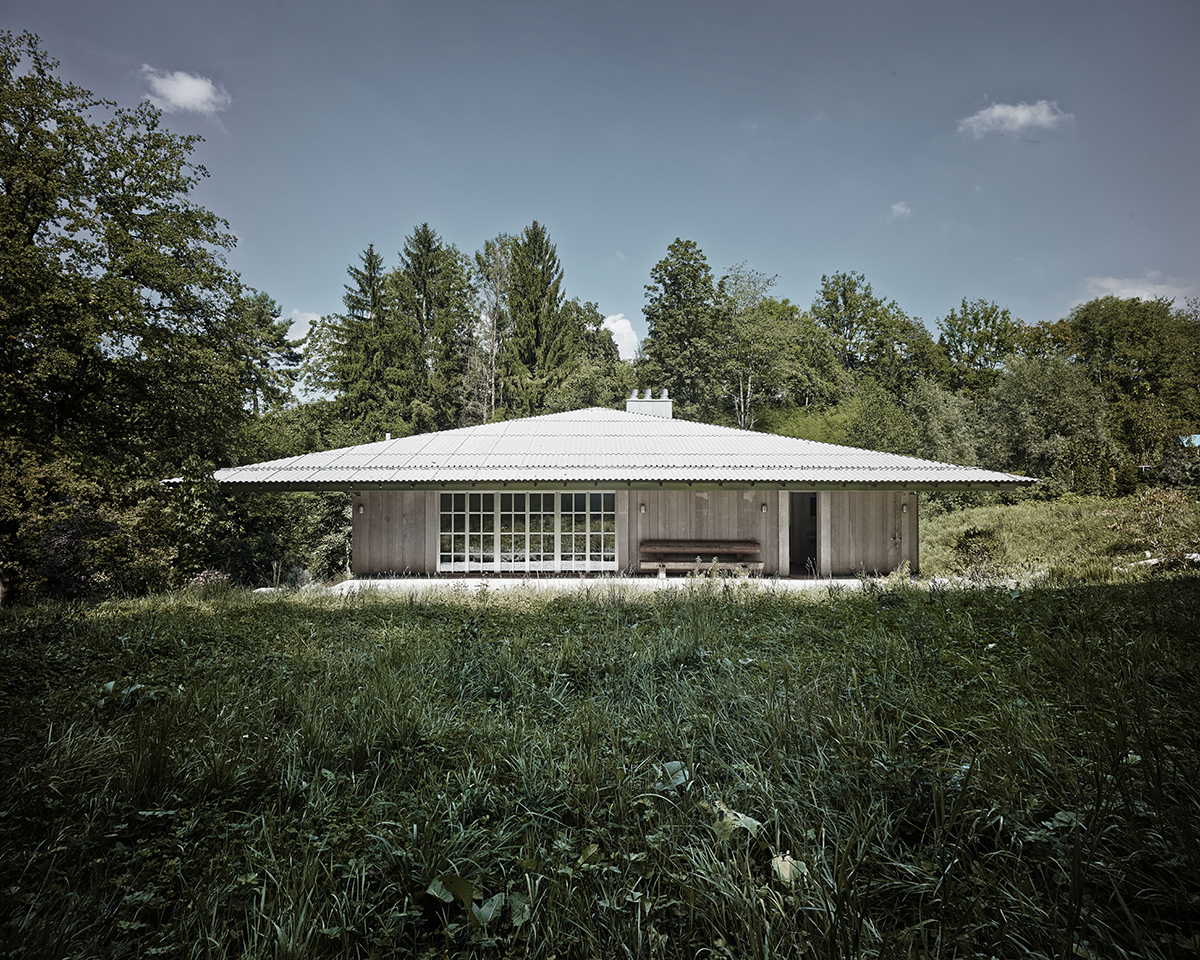
Artist's house, Würenlos
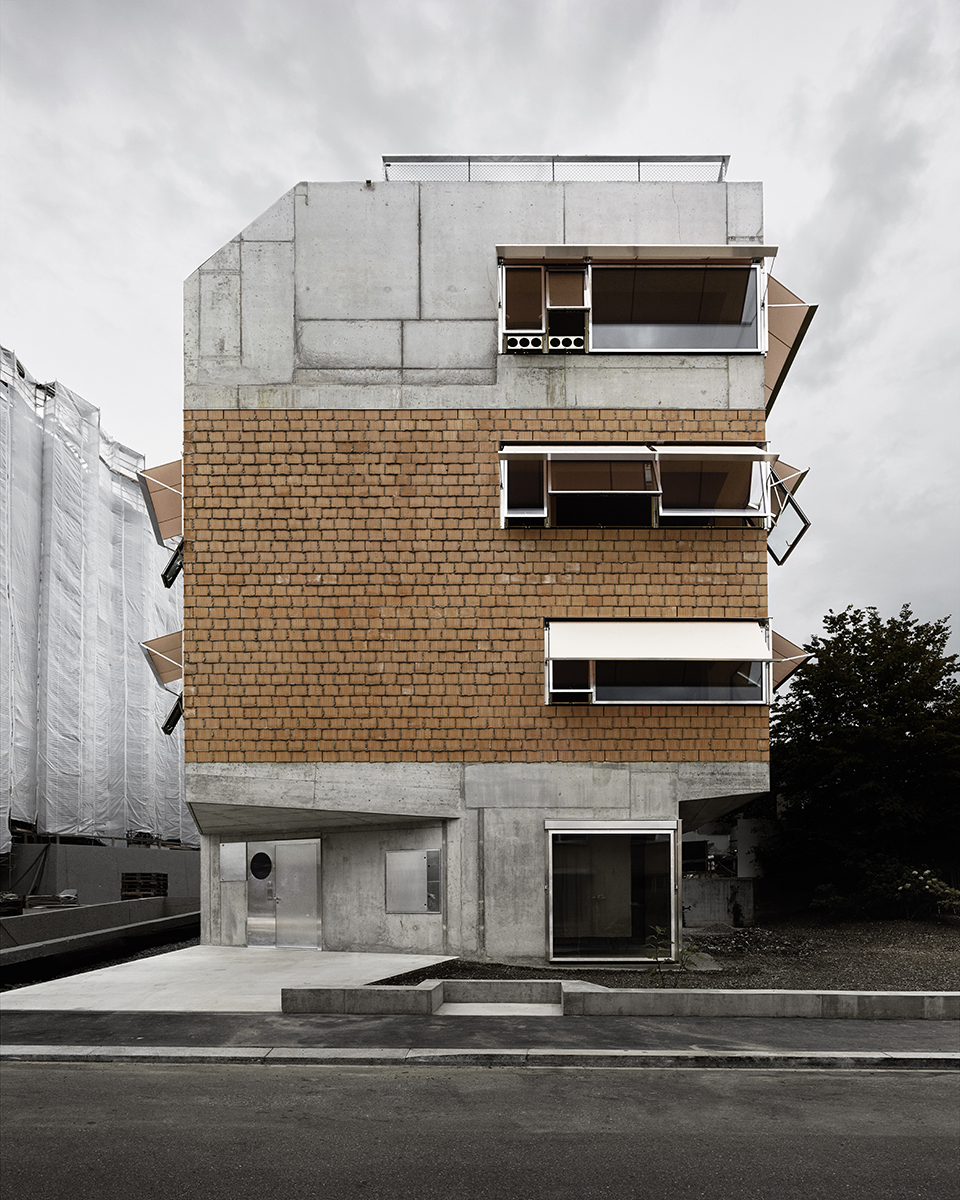
Haus Alder, Zürich
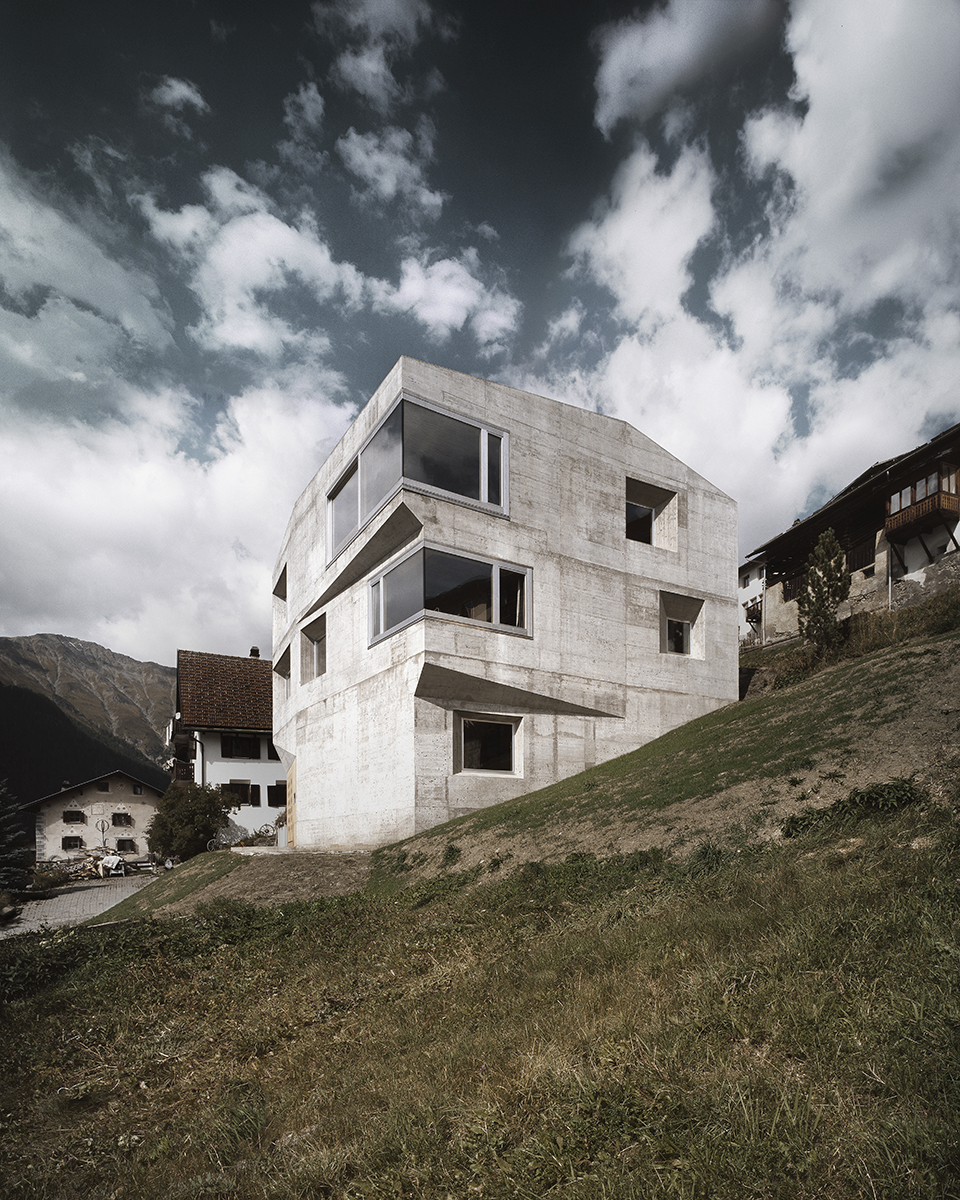
Haus Presenhuber, Vnà
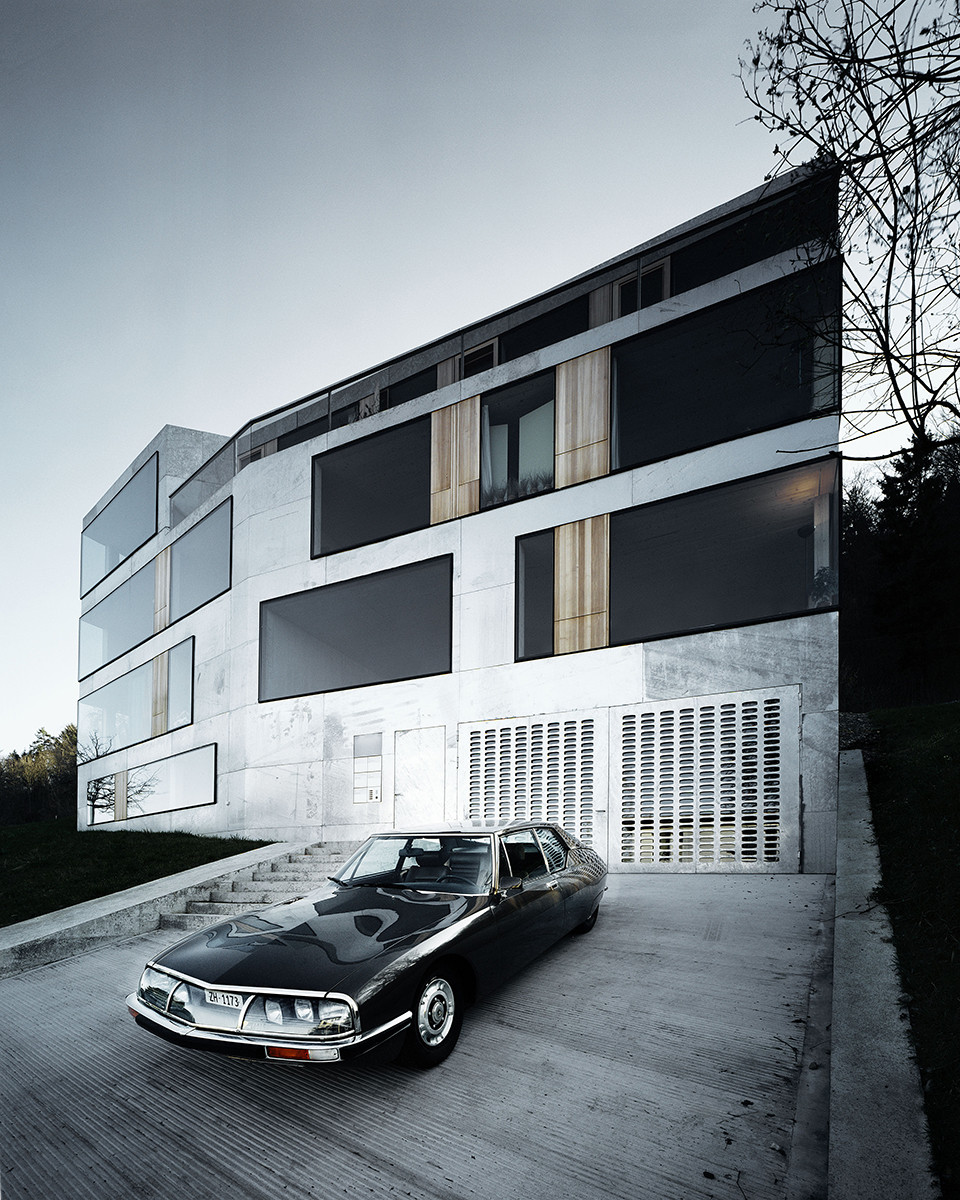
Mehrfamilienhaus am Fusse des Uetlibergs, Zürich
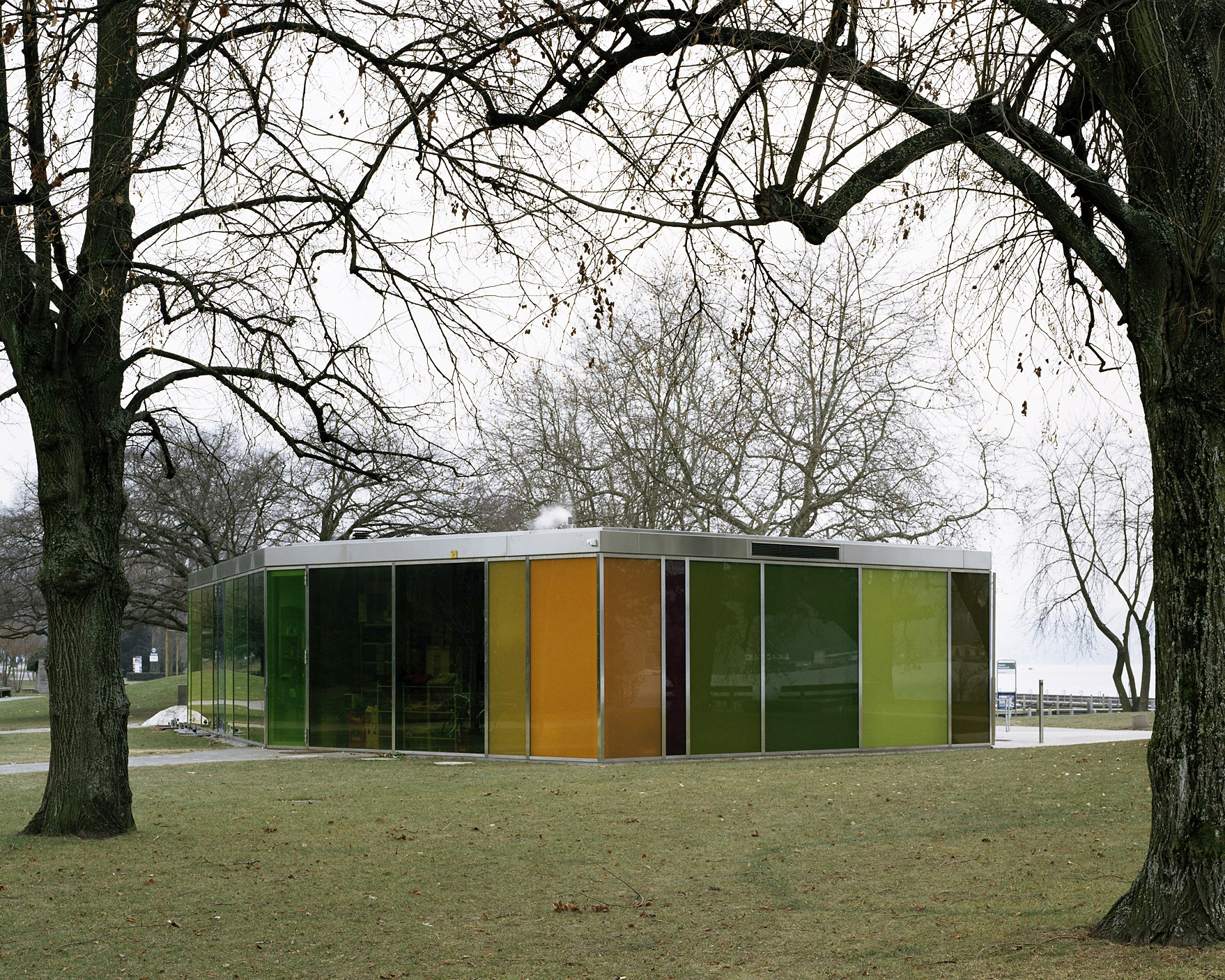
Pavillon am Hafen Riesbach am Zürichsee, Zürich
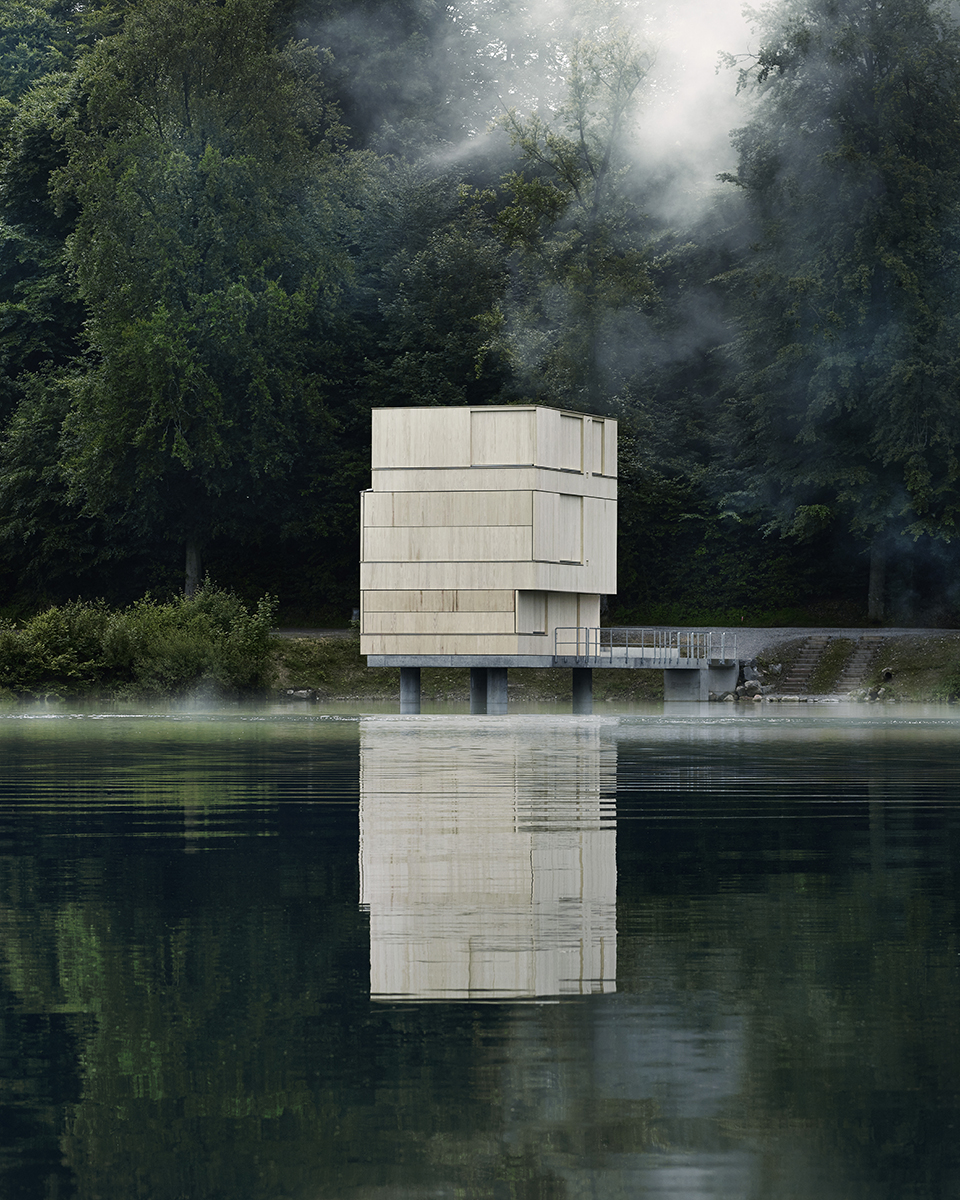
Zielturm Rotsee, Luzern

## Bauwerke
- 1996: Kunsthalle Zürich Löwenbräuareal, Zürich mit Christian Karrer
- 2003: Pavillon am Hafen Riesbach, Zürich[10]
- 2003: Architekten und Künstlerhaus am Fuss vom Uetliberg, Zürich[11]
- 2004: Ferienhaus auf der Rigi, Rigi Scheidegg[12]
- 2007: Haus Müller Gritsch, Lenzburg[13]
- 2007: Haus Eva Presenhuber, Vnà[14]
- 2010: Friedhofsgebäude, Erlenbach[15]
- 2011: Künstlerhaus in Würenlos, Würenlos[16]
- 2013: Zielturm Rotsee, Luzern[17]
- 2014: Villa Ensemble, in der Nähe von Zürich[18]
- 2015: Haus Kubana, Olten[19]
- 2016: Casa da Noi, Naters[20]
- 2016: Ruderzentrum Rotsee, Luzern[21]
- 2017: Cabane Schriftstellerresidenz Montricher, Montricher[22]
- 2018: Haus Alder, Zürich[23]
- 2019: Haus Ribetschi, Küssnacht am Rigi[24]

## Ausstellungen
- 2010: Architekturgalerie Berlin[25]
- 2010–2011: gta (Institut für Geschichte und Theorie der Architektur) an der ETH Zürich.[26]
- 2014: Palazzo Mora, Biennale Venedig
- 2015: Aargauer Kunsthaus: Teehaus in Kollaboration mit Christian Marclay

## Auszeichnungen und Preise
- Auszeichnung für gute Bauten der Stadt Zürich 2002–2005 (Pavillon am Hafen Riesbach, Architekten- und Künstlerhaus)[27]
- Best of Europe – Colour 2004 (Pavillon am Hafen Riesbach)
- Archi-Europe – Facade award 2005 (Architekten- und Künstlerhaus)
- Die Besten 07 Architektur – Silber (Haus Müller Gritsch)
- Vorstellung Architekten- und Künstlerhaus in Best Architects 07
- Contructworld award 2007 (Pavillon am Hafen Riesbach)
- best architects 08 award – gold (Haus Müller Gritsch)
- best architects 09 award (Haus Eva Presenhuber)
- Anerkennung, gute Bauten der Stadt Zürich 2010 (MFH Röntgenstrasse)
- Wallpaper Design Award 2014 (Zielturm Rotsee)
- best architects 16 award (Hof Bärgiswil, Villa Ensemble)
- best architects 16 award – gold (Zielturm Rotsee)
- SIA Holzkonstruktionspreis Neue Horizonte Ideenpool Holz21 (Architekten- und Künstlerhaus)
- 1. Preis – Häuser des Jahres[28][29]